# Série d'Asie
La Série d'Asie est une ancienne compétition de baseball mettant aux prises les champions nationaux du Japon, de Corée du Sud, de Taïwan et de Chine. Elle s'est tenue de 2005 à 2013, au début du mois de novembre, quelques jours après les finales nationales.
Après le retrait du sponsor principal, Konami, la compétition n'est pas tenue en 2009 et 2010. En 2009, seul un match entre les champions japonais et coréens est disputé, remporté par les Yomiuri Giants face au Kia Tigers, 9-4. 
Le tournoi fait son retour en 2011 avec notamment la participation du champion de l'Australian Baseball League, le Perth Heat. La Série est remportée par les Samsung Lions coréens, première équipe non japonaise couronnée dans la compétition.

## Compétition
L'épreuve se déroule en deux temps : une phase de poule au format round robin où chaque équipe affronte les autres puis une finale sur un match mettant aux prises les deux premiers de la phase de poule.
La règle du frappeur désigné est en vigueur.

## Palmarès
| Saison | Champion                     | Score | Finaliste                    | MVP             |
| ------ | ---------------------------- | ----- | ---------------------------- | --------------- |
| 2005   | Chiba Lotte Marines          | 5 – 3 | Samsung Lions                | Benny Agbayani  |
| 2006   | Hokkaido Nippon Ham Fighters | 1 – 0 | La New Bears                 | Yu Darvish      |
| 2007   | Chunichi Dragons             | 6 – 5 | SK Wyverns                   | Hirokazu Ibata  |
| 2008   | Saitama Seibu Lions          | 1 – 0 | Uni-President 7-Eleven Lions | Tomoaki Sato    |
| 2011   | Samsung Lions                | 5 - 3 | Fukuoka SoftBank Hawks       | Won-Sam Jang    |
| 2012   | Yomiuri Giants               | 6 – 3 | Lamigo Monkeys               | Hayato Sakamoto |

## Bilan par nations
Bilan par nations prenant en compte les résultats des finales et des poules demi-finales.
| Nation       |   |   | J  | V  | D  | N |
| ------------ | - | - | -- | -- | -- | - |
| Japon        | 5 | 1 | 21 | 18 | 3  | 0 |
| Corée du Sud | 1 | 3 | 19 | 11 | 8  | 0 |
| Taïwan       | 0 | 2 | 18 | 7  | 10 | 0 |
| Chine        | 0 | 0 | 12 | 0  | 12 | 0 |
| Australie    | 0 | 0 | 3  | 0  | 3  | 0 |